# Samuel Foyou
Samuel Foyou est un homme d'affaires et industriel camerounais. Il fait partie des 10 plus grandes fortunes 2019 d'Afrique noire francophone, selon le magazine Forbes,. 

## Biographie

### Enfance et débuts
Samuel Foyou est originaire de l'ouest Cameroun plus précisément du village Batié dans le département des Hauts-Plateaux. Il a fait fortune au travers d’activités commerciales au Congo et en Angola.

### Carrière
Il est propriétaire de Fermencam, de Montparagon, d’Unalor, une entreprise de production d’allumettes  rachetée au groupe Fotso en 2009, de Plasticam,  de Sotrasel (production du sel de cuisine), de la Biscuiterie Samuel Foyou (BSF), et de l’imprimerie Moore Paragon.  
En 2014, il entreprend dans le quartier d'Akwa, dans le centre-ville de Douala, la construction du premier hôtel 5 étoiles de la chaîne Krystal palace. L'hôtel est inauguré le 17 décembre 2021 par le Premier Ministre Joseph Dion Ngute. Il se lance aussi dans une activité brassicole, la Société brasserie Samuel Foyou.
Samuel Foyou a sollicité auprès de l’État camerounais, une superficie de 2000 hectares pour planter des arbres fruitiers, afin de produire du jus naturel destiné à l’exportation. Ceci pourrait s'aligner à son projet de brasserie.
Il est par ailleurs actionnaire majoritaire de la Société camerounaise de fermentation (Fermencam), une distillerie rachetée en 2006 à Victor Fotso, avec un chiffre d’affaires de 12 milliards de francs Cfa en 2013.

### Articles liés
- Emmanuel Bopda